# Eternal Serenity
Eternal Serenity is van oorsprong een symphonische doommetalband uit Zeist (Nederland). Opgericht in maart 1994 door Patrick Duijst (gitaar) en Hans C. Gramberg (toetsen). Bijgestaan door Daniël Castellano (grunt/zang), Niels Bodewes (bas) en Axel Vos (drums) en als gastzangeres Ellis Hengeveld verscheen in 1996 de demo 'Wings of Tomorrow'. Volgens een recensie in het blad Aardschok zat de band met deze demo op de goede weg. 
In 1998 verscheen de cd 'In One Spirit' met een minder experimentele stijl dan 'Wings of Tomorrow'. Had deze laatste naast de doom/black metalstijl enige invloeden van psychadelica en jazz, 'In One Spirit' had dit plaats gemaakt voor meer folk(rock) en klassiek beïnvloedde doom/black metal. Bassist Ed van Velzen verving op deze cd de bassist Niels Bodewes. 
De cd-opnamen voor 'In One Spirit' hadden de band nog bij elkaar gehouden. Hierna kwamen de hiervóór al aanwezige meningsverschillen tussen de bandleden weer bovendrijven, wat leidde tot een uiteenvallen van de band begin 1999. 
In 2003 poogde Patrick Duyst met behulp van Hans Gramberg de band weer nieuw leven in te blazen. Maar vooral het feit dat Axel Vos en Daniël Castellano niet meer van de partij waren, gecombineerd met het muzikaal uiteengroeien van Duyst en Gramberg, was dit niet succesvol. 
Patrick Duijst emigreerd in 2005 naar Australië. Hans Gramberg startte, als enig oorspronkelijk bandlid, eind 2005 een nieuw cd-project op onder de naam Eternal Serenity. Hij trok hiervoor Marco Ott (bas), Laurens Werdler (gitaar) en Henk Voortwijs (drums) aan. Maar al vrij snel stapte Henk Voortwijs op. 
Momenteel werkt Hans Gramberg samen met Laurens Werdler en Marco Ott aan een nieuw album, waarbij Gramberg naast toetsen de drums voor zijn rekening neemt.

## Discografie
- 1996 - Wings of Tomorrow (demo)
- 1998 - In One Spirit
- 2000 - "Bootleg" (niet eerder verschenen materiaal)
- 2004 - Live 1996/1997 (dvd)